# Bertrand Clément-Bollée
Bertrand Clément-Bollée, né le 19 décembre 1955 à Saumur (Maine-et-Loire), est un général de corps d'armée français. Son dernier poste de commandement est celui de commandant des forces terrestres (COMFT) à Lille entre 2012 et 2014.

## Biographie
Il entre à l'École spéciale militaire de Saint-Cyr en 1977 (promotion Maréchal Davout) puis choisit , grâce à son rang de sortie, l'armée blindée cavalerie. Il est affecté en 1980 dans un régiment de cavalerie, à la sortie de son année de formation au sein de l'Ecole d'Application de l'Arme  Blindée-Cavalerie, située à Saumur.
Il participe à l' opération Barracuda en 1981, puis à l'opération Manta en 1983. Il commande, en tant que colonel, le 1er régiment étranger de cavalerie à partir de 1999 et se trouve au Tchad pour l'Opération Épervier de septembre 2000 à janvier 2001.
En juillet 2001, il est chef d'état-major de la Légion étrangère avant de commander la 6e brigade légère blindée en tant que général de brigade en 2006. Avec cette brigade, il  participe à l"opération Licorne 12 puis à l'Opération Trident au Kosovo. Il a été promu général de division deux ans et demi après son accès au grade de général de brigade.
À partir d'août 2010, il est, comme général de division, l'adjoint au général placé à la tête du Commandement des forces terrestres, structure dont il prend le commandement à compter de 2012 en tant que général de corps d'armée. Il assure ce grand commandement pendant deux ans.
En septembre 2014, il est placé dans la deuxième section des officiers généraux.

## Décorations
|  |  |  |

### Intitulés
- Commandeur de la Légion d'honneur ;
- Officier de l'ordre national du Mérite;
- Croix de la Valeur militaire.